# Premio Leopardo de las Nieves
El Leopardo de las Nieves (nombre oficial: Conquistador de los Picos Más Altos de la Unión de Repúblicas Socialistas Soviéticas) fue un premio soviético de montañismo que se concedía a los montañeros que ascendían los picos más altos de la Unión Soviética: Ismail Samani (7495; anteriormente, monte Comunismo), Lenin (7134 m), Korzhenevskaya (7105 m) y Khan Tengri (7010 m). En 1990 fue añadido a la lista el pico Pobeda (7439), fronterizo con China, que había sido retirado por tensiones políticas entre China y la URSS.
Actualmente se mantiene como reconocimiento en la Comunidad de Estados Independientes.

## Historia
Fue creado en 1967 por el Gobierno de la Unión Soviética para conmemorar el cincuentenario de la Revolución de octubre de 1917.
Para obtener este reconocimiento era necesario ascender los cuatro picos más altos de la URSS: Comunismo (7495 m s. n. m.), Lenin (7134 m s. n. m.), Korzhenevskaya (7105 m s. n. m.) y Pobeda (7439 m s. n. m.). Todos ellos se encuentran en la cordillera del Pamir, excepto el Pobeda, en la cordillera del Tian Shan. Aquellos que completaran el desafío recibirían una medalla y el título de Conquistador de los Picos Más Altos de la Unión de Repúblicas Socialistas Soviéticas, más abreviado y conocido como el Leopardo de las Nieves.
El Pobeda fue retirado de la lista por tensiones entre la URSS y China, con la que este pico hace frontera, y sustituido por el vecino Khan Tengri (7010 m s. n. m.).
En 1990, tras la apertura de la Unión Soviética impulsada por Mijaíl Gorbachov, el Pobeda se reintegró en la lista y desde ese momento fueron cinco los picos requeridos para el reconocimiento. También cambiaron los nombres, como el del pico Comunismo, que recibió el nombre de Ismail Samani

## Alpinistas ganadores
- Andrzej Bargiel (Polonia) subió en 29 días 17 horas y 5 minutos en el verano de 2016.
- Boris Korshunov (Rusia) ha ganado el galardón en nueve ocasiones desde 1981 hasta 2010, cuando lo ganó con 69 años.
- Marcin Hennig (Polonia)
- Nasuh Mahruki (Turquía)
- Chus Lago (España), la única mujer en el mundo viva que ostenta este título.
- Xabier Ormazabal (España)
- Junko Tabei (Japón)

- Datos: Q1548627
- Multimedia: Snow Leopard award / Q1548627